# تپه مرغانو
تپه مرغانو؛ نام تپه‌ای باستانی مربوط به دورهٔ مس‌سنگی تا عصر برنز است و در شهرستان مشهد واقع شده و این اثر در تاریخ ۹ بهمن ۱۳۹۵ با شمارهٔ ثبت نامشخص به‌عنوان یکی از آثار ملی ایران به ثبت رسیده‌است.